# 菲沙街
菲沙街是加拿大卑詩省溫哥華的一條主幹道，呈南北走向。
菲沙街始建於1875年，是該市最古老的道路之一。該街道初為森林中泥濘的馬車路，連接着兩條原住民小徑，即後來的京士威道（Kingsway）及東南海旁大道（Southeast Marine Drive）。